# Seznam estonskih nogometašev
‰Seznam estonskih nogometašev.

## A
- Jarmo Ahjupera
- Mihkel Aksalu
- Rejal Alijev
- Teet Allas
- Vikto Alonen
- Hannes Anier
- Henri Anier
- Aivar Anniste

## B
- Alo Bärengrub

## D
- Aleksander Dmitrijev
- Alo Dupikov

## E
- Eduard Ellman-Eelma

## H
- Kert Haavistu

## J
- Enar Jääger

## K
- Martin Kaalma
- Gert Kams
- Friedrich Karm
- Kevin Kauber
- Tarmo Kink
- Ragnar Klavan
- Oliver Konsa
- Artur Kotenko
- Marko Kristal
- Dmitrij Kruglov
- Rihard Kuremaa

## L
- Marek Lemsalu
- Joel Lindpere
- Pavel Londak
- Siim Luts

## M
- Karol Mets
- Igor Morozov
- Sergej Mošnikov

## N
- Jevgenij Novikov

## O
- Henrik Ojamaa
- Andres Oper

## P
- Karl Palatu
- Sergej Pareiko
- Stanislav Pedõk
- Arnold Pihlak
- Uno Piir
- Raio Piiroja
- Mart Poom
- Sander Post
- Eino Puri
- Sander Puri
- Ats Purje

## R
- Taavi Rähn
- Martin Reim
- Karl Riim
- Meelis Rooba
- Urmas Rooba

## S
- Kaimar Saag
- Erko Saviauk
- Andrej Sidorenkov
- Georg Siimenson
- Andrej Stepanov

## Š
- Tihhon Šišov

## T
- Taijo Teniste
- Sergej Terehov

## U
- Dimitrij Ustriski

## V
- Konstantin Vassiljev
- Kristen Viikmäe
- Albert Volrat
- Vladimir Voskobojnikov
- Martin Vunk

## Z
- Vjačeslav Zahovaiko
- Indrek Zelinski
- Sergej Zenjov